# إيروموسيل ألبرت
إيروموسيل ألبرت (بالإنجليزية: Eromosele Albert) (مواليد 27 مايو 1974) هو ملاكم نيجيري، مثّل بلاده في الألعاب الأولمبية الصيفية في دورتي 1996 و2000.

## روابط خارجية
إيروموسيل ألبرت على موقع بوكس ريك (الإنجليزية) (registration required)
- إيروموسيل ألبرت على موقع اللجنة الأولمبية الدولية (الإنجليزية)
- إيروموسيل ألبرت على موقع أوليمبيديا (الإنجليزية)
- إيروموسيل ألبرت على موقع اتحاد ألعاب الكومنولث (مؤرشف) (الإنجليزية)